# Ernst von Hoiningen
Ernst Wilhelm Karl Maria baron von Hoiningen, dit Huene (né le 23 septembre 1849 à Unkel et mort le 11 mars 1924 à Darmstadt) est un général d'infanterie prussien et attaché militaire.

## Biographie
Ernst est issu d'une famille aristocratique von Hoiningen, qui vit principalement en Courlande, et est le fils du conseiller minier prussien Anselm August baron von Hoiningen-Huene et sa femme Marie, née Longard.
Hoiningen s'engage le 10 janvier 1868 dans le 8e bataillon de pionniers rhénan de l'armée prussienne à Coblence, où il est promu enseigne le 7 août. Depuis le 8 septembre 1870, il est affecté à l'inspection technique de Strasbourg. Le 8 septembre 1870, il est promu sous-lieutenant. Depuis le 29 septembre 1872, il est affecté à l'école d'artillerie et du génie de cette ville, et depuis le 15 septembre 1874 à l'inspection du génie à Metz. Affecté à la forteresse de Friedrichsort, à partir du 21 mars 1876, Hoiningen devient premier lieutenant le 13 juin 1876 et est muté le 24 novembre à la garnison de la forteresse de Coblence. Commandé à l'Académie de guerre depuis le 1er octobre 1877, il reçoit sa promotion au grade de capitaine le 18 avril 1882 et est nommé officier d'état-major général au Grand État-Major de Berlin. Depuis le 13 décembre 1883, il travaille à l'état-major général du 3e corps d'armée à Berlin. Le 5 février 1885, il part pour un an en tant qu'attaché militaire à l'ambassade de l'Empire allemand à Londres.
Après son retour à Berlin, il est nommé adjudant général de l'empereur Guillaume Ier le 15 octobre 1886. Le 23 octobre 1886, il devient attaché militaire à l'ambassade de l'Empire allemand à Paris, où il est chargé des relations militaires avec la France jusqu'en 1891. En tant que confident du chef d'état-major Alfred von Waldersee, Hoiningen soutient son combat contre le chancelier Otto von Bismarck de 1887 à 1890 en lui fournissant des rapports de Paris qui jettent un mauvais jour sur la politique étrangère de Bismarck. Waldersee présente ces rapports - ainsi que des rapports similaires de ses attachés à Saint-Pétersbourg, Vienne et Rome - au prince héritier ou à l'empereur afin de le retourner contre son chancelier et contribua ainsi finalement à la chute de Bismarck au printemps 1890.
Le 15 octobre 1888, Hoiningen est promu major et, depuis le 22 mars 1891, muté comme officier d'état-major général à la 29e division d'infanterie à Fribourg-en-Brisgau. Le 17 octobre 1893, il devient lieutenant-colonel et commandant du 132e régiment d'infanterie (de) à Strasbourg. Depuis le 18 août 1894, il est alors chef d'état-major général du 16e corps d'armée à Metz. Le 22  mars 1897, Hoiningen est promu colonel et prend en charge le 19 octobre 1897 le 115e régiment d'infanterie (de) à Darmstadt. Le 24 février 1900, il est promu au rang de major général et nommé commandant de la 53e brigade d'infanterie (de) à Ulm. Promu Generalleutnant le 18 avril 1903, Hoiningen prend le commandement de la 30e division d'infanterie à Strasbourg, en remplacement du Generalleutnant Walther von Moßner. Simultanément à la promotion au grade de général d'infanterie le 11 septembre 1907, il est nommé général commandant du 14e corps d'armée à Karlsruhe. Il est à la suite du 109e régiment de grenadiers (de).
Au déclenchement de la Première Guerre mondiale, Hoiningen dirige son 14e corps d'armée dans la formation de la 7e armée en Alsace. Il se tient avec ce corps pour protéger Mulhouse contre le groupe de corps français ou Armée d'Alsace sous les ordres du général Paul Pau. Le 31 août 1914, il est remplacé par le général Watter et fin octobre 1914, il est nommé gouverneur militaire de la ville fortifiée d'Anvers, conquise par le 3e corps de réserve (de). Il reste dans cette fonction en tant qu'attaché militaire jusqu'à la fin de la guerre, le 11 novembre 1918.
Licencié en 1919, Hoiningen se retire à Darmstadt, où il meurt en 1924.

## Décorations
- Grand-Croix de l'ordre de l'Aigle rouge avec feuilles de chêne[2]
- Ordre de la Couronne de 1re classe[2]
- Croix de fer (1870) de 2e classe[2]
- Croix de décoration de service prussienne[2]
- Grand-Croix de l'ordre de Berthold Ier avec chaîne en or[2]
- Commandant de 2e classe de l'ordre du Lion de Zaeringen[2]
- Grand-Croix de l'ordre bavarois du mérite militaire[2]
- Grand-Croix de l'ordre d'Henri le Lion[2]
- Grand-croix de l'ordre du mérite grand-ducal de Hesse avec couronne[2] le 17 septembre 1909
- Commandeur de l'ordre du Griffon[2]
- Grand-Croix de l'ordre d'Albert avec étoile d'or [2]
- Commandeur de l'ordre de la Couronne de Wurtemberg[2]
- Officier de la Légion d'Honneur[2]
- Commandeur de l'ordre des Saints-Maurice-et-Lazare[2]
- Grand-Croix de l'ordre de l'Épée[2]
- Grand-Croix de l'ordre du Mérite militaire espagnol[2]
- Ordre du Médjidié de 3e classe[2]